# Peugeot Quasar
O Peugeot Quasar é um carro conceito desenvolvido pela Peugeot, mostrado no Paris Motor Show de 1984, tratava se de um carro esporte compacto com um designer futurista, dotado de um motor de 4 cilindros 1.6L com 2 Turbocompressores que rendiam 600 CV, que ficava posicionado descoberto na traseira do carro, acoplado ao Cambio de 5 velocidades e Tração nas quatro rodas, com controle eletrônico com 40% da tração na dianteira e 60% na traseira, sua suspensão é independente por braços sobrepostos, o Chassi era baseado no do Peugeot 205 T16 de Rali, a cabine era inspirada nos Aviões de caça o que fazia com que o para-brisa inicia-se perto do eixo dianteiro, com portas do tipo tesoura ( Lambo doors ), seu interior era moderno para a época em vermelho, dotado de painel de instrumentos digital, e uma tela de CRT fazendo papel de GPS com consultas por teletexto, e sistema de som feito pela japonesa Clarion.

## Galeria de imagens

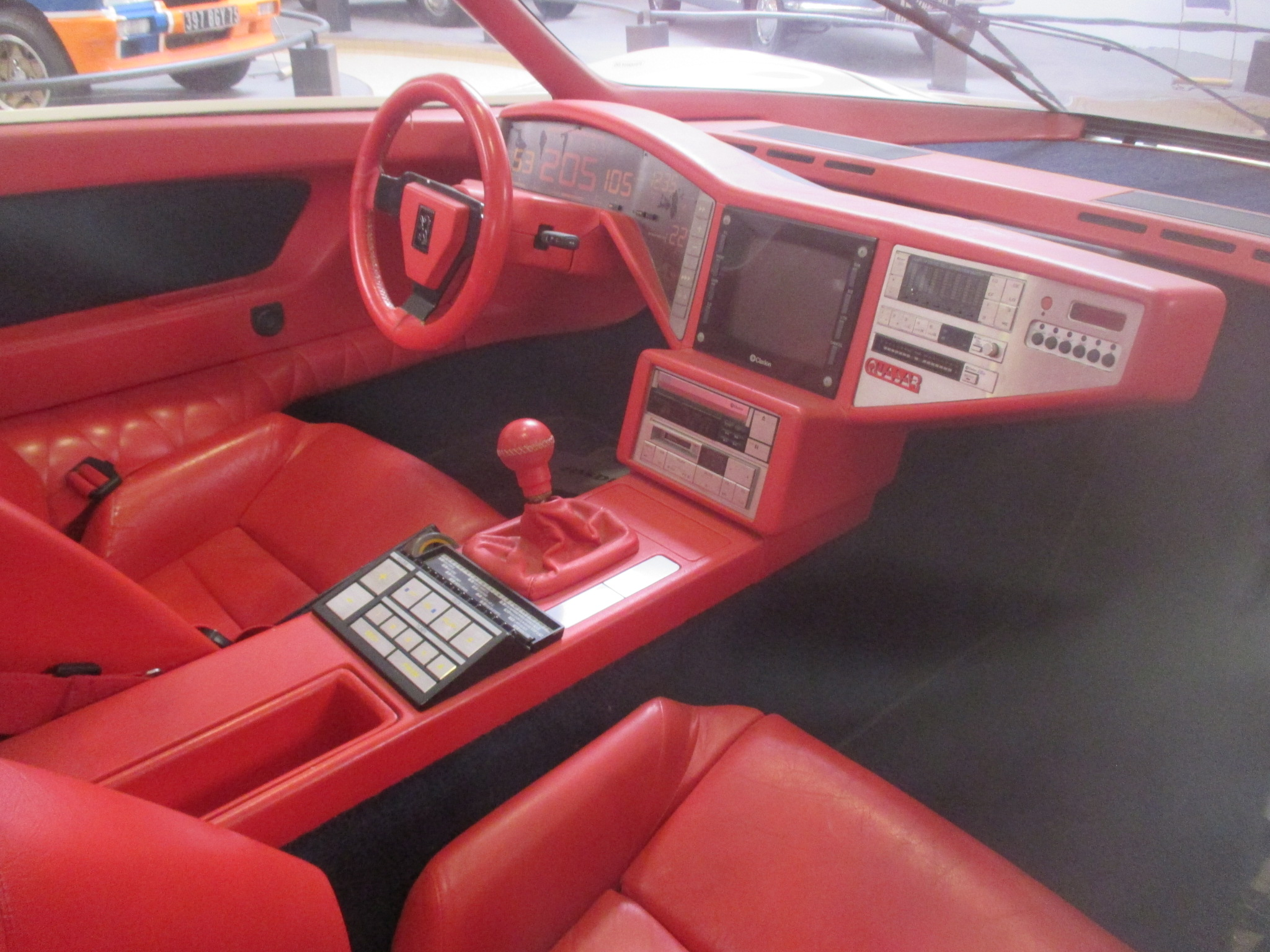
Interior
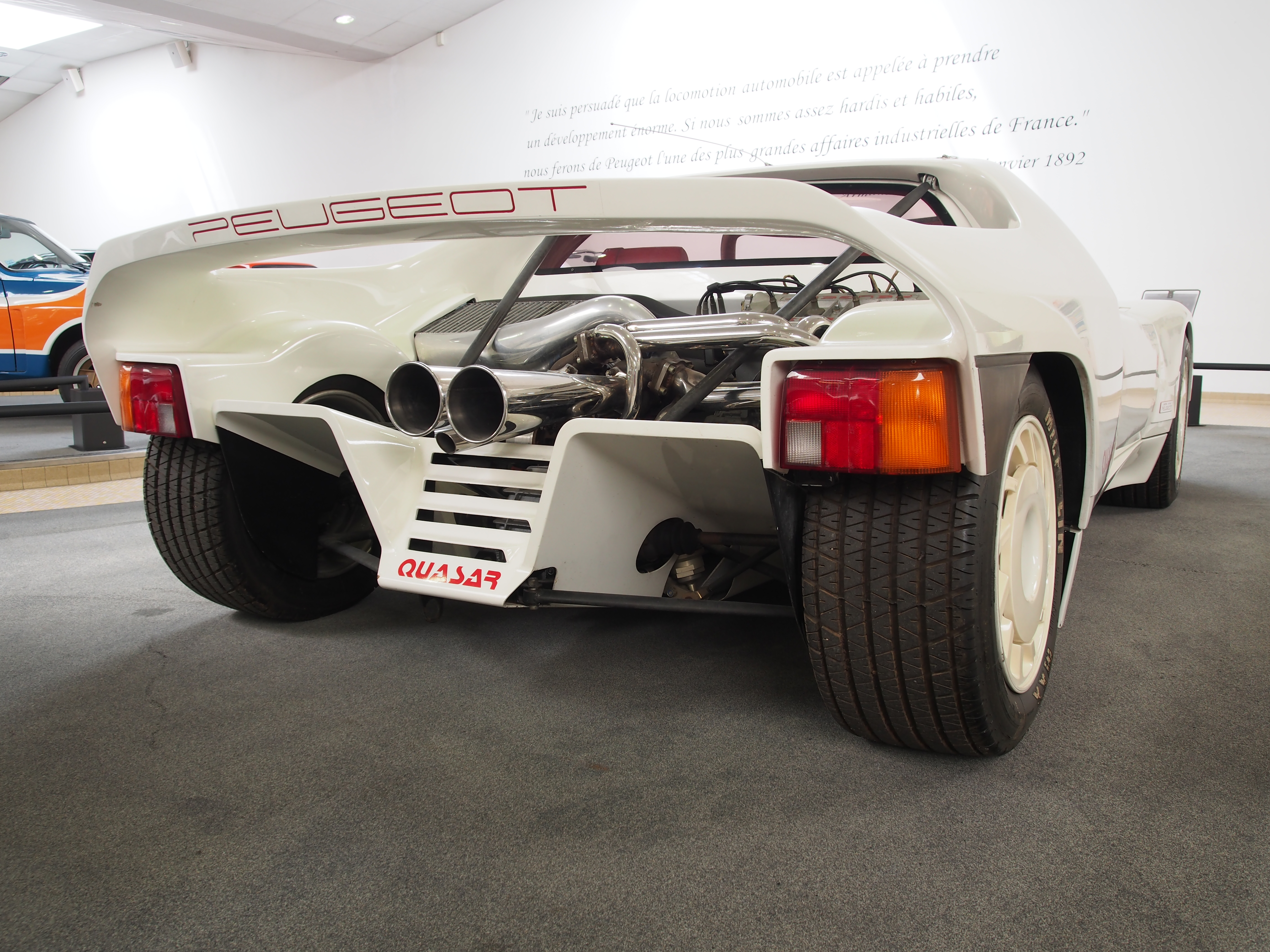
O motor era totalmente exposto
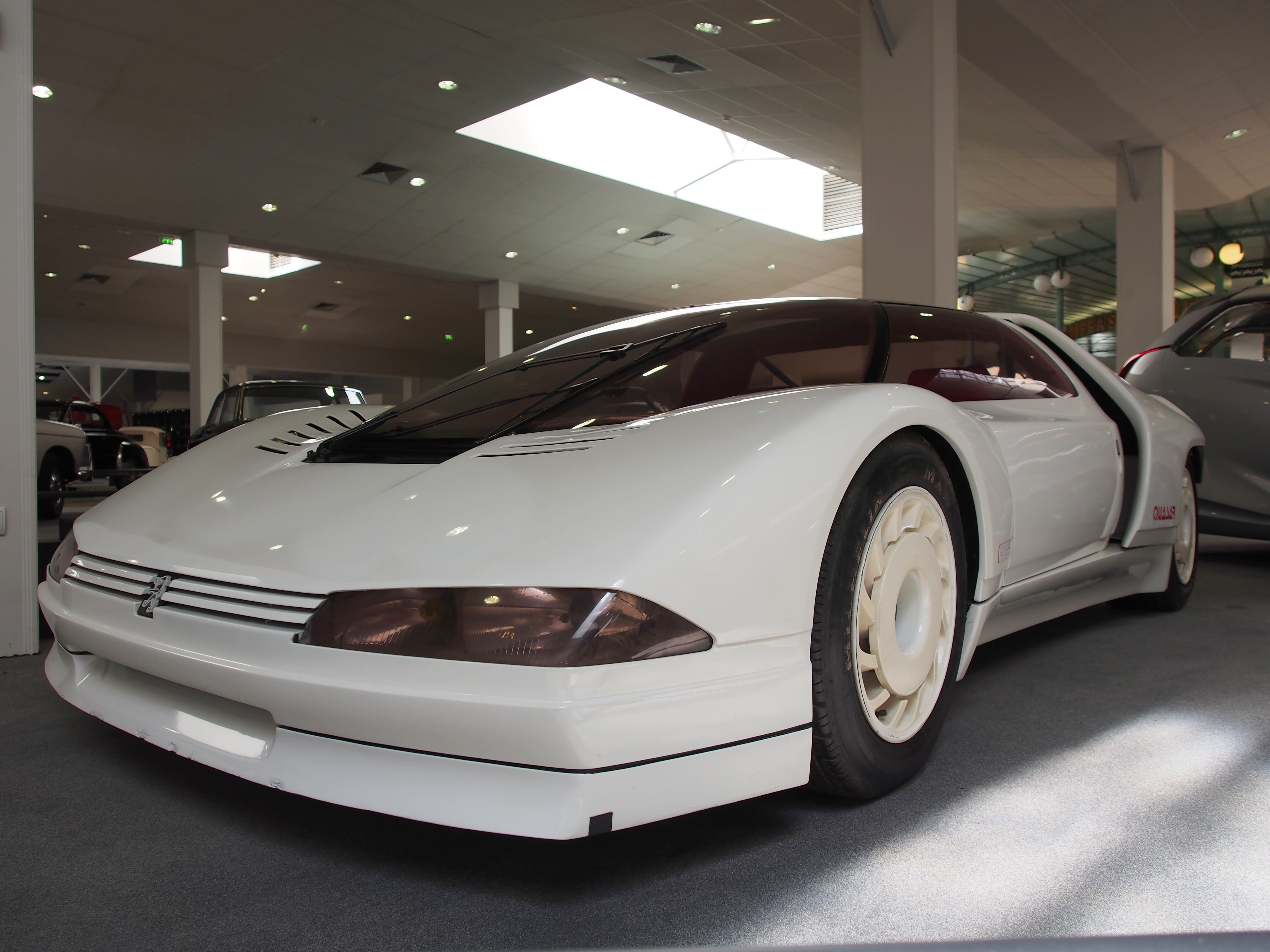
Frente com o DNA peugeot